# Hans Gruber (personaggio)
Hans Gruber è l'antagonista principale del film Trappola di cristallo, interpretato dall'attore britannico Alan Rickman, con la voce italiana di Massimo Foschi. Faceva parte di un'organizzazione militante chiamata Volksfrei, originaria della Germania Federale.

## Descrizione
Hans Gruber, dopo aver compiuto numerosi atti sovversivi in Germania, ha pianificato un attacco terroristico al Nakatomi Plaza, il grattacielo di Los Angeles che ospitava la sede delle omonime industrie giapponesi. L'attacco venne compiuto da Gruber insieme al suo fidato braccio destro, Karl, e ad un gruppo di uomini ben addestrati, in prevalenza tedeschi o comunque europei. I terroristi, dopo mesi di preparazione, fecero irruzione nel grattacielo prendendo in ostaggio tutti i dipendenti, e lo scopo era apparentemente quello di costringere le autorità a liberare alcuni "fratelli della rivoluzione". In verità l'obiettivo unico di Gruber era quello di penetrare nel caveau dell'edificio, dove si trovavano ingenti somme in azioni.
È qui che dimostra la sua caratteristica principale, che più che un vero e proprio terrorista lo rende un comune criminale, per quanto su larga scala e particolarmente privo di scrupoli: lo scopo apparente di voler far rispettare i propri diritti con la forza; e quello reale di estorcere egoisticamente denaro e potere. L'unico dettaglio trascurato dai sequestratori divenne quindi l'agente John McClane, casualmente trovatosi nell'edificio al momento dell'attacco. Dopo vari scontri di McClane contro i suoi sicari, e dopo aver preso in ostaggio la moglie dell'agente, Hans Gruber affronta quest'ultimo al trentesimo piano del grattacielo, poco dopo essere riuscito a svaligiare il caveau, e muore cadendo dalla finestra dopo uno scontro a fuoco.

## Caratteristiche
Hans Gruber si presenta come un uomo compassato, calmo, educato e molto gentile. Di rado alza la voce, e anche quando sorride con battute ironiche non si presta mai ad una smodata ilarità, dando quindi prova di essere totalmente spietato, diabolico, pericoloso, crudele, brillante e privo di scrupoli. Veste con un'elegante giacca e cravatta, e porta una corta barba che incornicia i lineamenti del volto. Utilizza una pistola H&K P-7 M13 e si presume essere, se non un ufficiale dell'esercito come il fratello Simon, per lo meno un individuo che non manca di buona preparazione militare. Gruber apprezza la musica classica quanto la filosofia e i classici greci, e da giovane è stato un appassionato di modellismo.

## Accoglienza
Hans Gruber è stato posizionato in una classifica del Times al 46º posto tra i 50 cattivi cinematografici più diabolici.